# Buddha Yodfa Chulaloke
Phra Bat Somdet Phra Poramintharamaha Chakri Borommanat Phra Buddha Yodfa Chulaloke, chiamato semplicemente Buddha Yodfa Chulaloke, Phra Chakri o Rama I (in thailandese พระบาทสมเด็จพระปรโมรุราชามหาจักรีบรมนารถ พระพุทธยอดฟ้าจุฬาโลก, Phra Bat Somdet Phra Paramoruracha Mahachakkriborommanat Phra Phutthayotfa Chulalok; Ayutthaya, 20 marzo 1736 – Bangkok, 7 settembre 1809), è stato il primo monarca del Regno di Rattanakosin, detto anche Regno del Siam, l'odierno Regno di Thailandia. È il capostipite della dinastia Chakri, che guida tuttora il paese con il suo discendente Rama X.
Ricevette tali nomi, nonché l'appellativo Rama I il Grande, diversi anni dopo la morte. È venerato dai thailandesi come eroe nazionale per il ruolo che ebbe nella riunificazione del paese e nelle guerre con la Birmania. Ascese al trono nel 1782, dopo aver domato una rivolta che aveva deposto il precedente Re Taksin.
Fu il fondatore di Rattanakosin, l'odierna Bangkok, in cui trasferì la capitale. Durante il suo regno, l'evento più famoso fu la guerra del 1785, in cui respinse uno degli ultimi attacchi birmani al Siam. Nei ventisette anni di regno, si dimostrò un eccellente amministratore riorganizzando l'assetto amministrativo e territoriale dello stato. Ricostruì le varie città, ristrutturò i templi e le fortezze e promosse l'economia.

## Biografia

### Gioventù
Nacque da una famiglia aristocratica ad Ayutthaya con il nome di Nai Thong Duang nel 1736, durante il regno del re di Ayutthaya Borommakot. Il padre Thongdee, di lontane origini mon, era un dignitario di corte e fu segretario reale del Siam settentrionale e guardiano dello stemma reale. La madre Daoreung, di origine cinese, era figlia di un ricco mecenate della Provincia di Samut Songkhram.
Entrò a corte come paggio reale e strinse amicizia di lunga durata con Sin, che in seguito sarebbe dapprima divenuto Phraya Tak, governatore della Provincia di Tak, e poi re Taksin, il suo predecessore al trono siamese. Nel 1757, seguendo un'antica tradizione del paese, entrò temporaneamente in monastero come novizio.
Rientrato alla corte del nuovo Re Ekathat, scalò presto le gerarchie e, nel 1758, fu nominato governatore della provincia di Ratchaburi col titolo di phraya, assimilabile a quello di marchese. Nel 1760 sposò Nak, figlia di un ricco possidente Mon di Bang Chang, nell'odierna provincia di Samut Songkhram.

### Carriera militare
Dopo la caduta del Regno di Ayutthaya, il 7 aprile 1767, con la distruzione della città e del palazzo reale per mano dei birmani di re Hsinbyushin, il Siam si spaccò in sei parti controllate da locali signori della guerra. I siamesi si riorganizzarono presto ed il controllo dell'esercito fu preso da Phraya Taksin, che iniziò la riunificazione del paese e a soli 7 mesi dal sacco di Ayutthaya sconfisse e cacciò i birmani.
La capitale fu allora spostata a Thonburi, 70 km più a sud; nel 1768 Phraya Taksin si fece incoronare monarca del nuovo Regno di Thonburi e assegnò diverse onorificenze militari ai due fratelli Thong Duang e Bunma e a Phraya Phichai, che furono i suoi più valenti generali.
Thong Duang e Bunma sottomisero, tra il 1768 e il 1770, prima il signore della guerra di Phimai, nell'attuale Thailandia del Nordest e poi quello di Fang, nel centro-nord del paese. L'anno seguente, Thong Duang fu nominato primo ministro e insignito del titolo di Chao Phraya Maha Chakri, mentre a Bunma fu assegnato il titolo di Chao Phraya Surasi e la carica di governatore di Phitsanulok.
Nel 1775, Thong Duang fu spedito a nord alla testa di un'armata per liberare il regno vassallo Lanna dall'occupazione birmana. Con il fratello difese eroicamente Phitsanulok, che era stata assediata. Quando per mancanza di viveri e di armi furono sul punto di capitolare, riuscirono a radunare la popolazione, a forzare l'assedio nemico e a rifugiarsi a Phetchabun, da dove partì la controffensiva che ricacciò i birmani.
Guidò l'avanzata siamese in Cambogia, dove nel 1776 sottrasse Khmer Pa Dong, vicino all'odierna Surin, ai cambogiani.
Nel 1778 gli fu assegnato il compito di conquistare tutti e tre i regni laosiani di Vientiane, di Luang Prabang e di Champasak, che caddero nelle sue mani nello stesso anno: questa impresa gli valse il titolo di Somdet Chao Phraya Maha Kshatriyaseuk, equiparabile a quello di duca, la più alta onorificenza mai assegnata nel paese fino ad allora. Quando espugnò Vientiane, riportò in Siam il Buddha di Smeraldo, una sacra statua che divenne il palladio della monarchia.
Dopo la vittoriosa campagna in Laos, portò in Siam Kam Waen, la figlia del re di Vientiane, facendone la favorita tra le sue concubine. Ciò causò la gelosia della moglie Nak, che un giorno la picchiò. Quando Thong Duang venne a sapere l'accaduto, cacciò per sempre la moglie da casa e fu così che Nak non ricevette mai il titolo di regina: solo più tardi, dopo la morte di Thong Duang, sarebbe stata insignita dal figlio Rama II del titolo di regina madre col nome di Amarindra. Thong Duang aveva avuto da Nak 10 figli, tra i quali il suo successore Rama II, mentre da varie concubine ne ebbe altri 32.
Nel 1781 tornò a combattere nella campagna militare contro la Cambogia.

### Ascesa al trono
Re Taksin fu deposto nel marzo del 1782 da un colpo di Stato guidato da Phraya San. I golpisti giustificarono la presa del potere accusando il re di alienazione mentale.
Appena Chao Phraya Chakri, che in quel momento stava combattendo in Cambogia, seppe di quanto stava succedendo a Thonburi, tornò immediatamente in Siam alla testa di un'armata, lasciando il comando delle operazioni in Cambogia al fratello Bunma. Giunto a Thonburi, sconfisse le forze di Phraya San e fece decapitare Taksin il 6 aprile 1782.
Secondo le fonti delle Cronache Ufficiali Annamite, Chao Phraya Chakri avrebbe invece ordinato che Taksin fosse messo in un sacco e bastonato a morte. Alcune fonti che danno credito a questa seconda ipotesi ritengono possibile che Taksin sia stato risparmiato e mandato segretamente in una remota località tra le montagne di Nakhon Si Thammarat, dove visse fino al 1825, e che al suo posto sia stato bastonato a morte un sostituto. Tale eventuale messinscena sarebbe stata architettata da Taksin e da Chao Phraya Chakri per evitare di restituire i debiti che il Regno di Thonburi aveva accumulato con la Cina.

Emblema della dinastia Chakri

Lo stesso giorno si fece acclamare re, dando inizio al Regno di Rattanakosin, detto anche Regno del Siam, e alla dinastia Chakri, che tuttora guida il paese. I suoi sudditi continuarono a chiamarlo Chao Phraya Chakri e solo in seguito il nipote, il re Rama III, gli assegnò i nomi postumi di "Phra Bat Somdet Phra Poramintharamaha Chakri Borommanat Phra Buddha Yodfa Chulaloke" e "Rama I il Grande".
Quando salì al trono, diede al fratello Bunma il nome Maha Sura Singhanat, conferendogli il titolo di Palazzo Davanti, spettante all'erede al trono. Il nipote Anurak Devesh ricevette il titolo di Palazzo Dietro, spettante al viceré.
Non ricostruì l'antica capitale Ayutthaya perché voleva ricostruire un Siam nuovo dalle fondamenta, proiettato verso una nuova era. Fu così che trasferì la capitale da Thonburi a Bangkok. Era questo un villaggio situato sulla riva opposta del fiume Chao Phraya, dove si era stanziata una comunità cinese nelle vicinanze della vecchia fortezza francese eretta ai tempi del re di Ayutthaya Narai. Fece trasferire i cinesi nella vicina Sampeng, l'odierna Yaowarat, che presto si ritrovò ad essere la periferia a sud della nuova capitale, ed è divenuta oggi una delle più grandi chinatown del mondo. Fu costruito un fossato a difesa della città creando l'isola di Rattanakosin, che è il nucleo attorno a cui si è sviluppata la capitale.
Il fatto che Bangkok fosse sulla sponda ad est del grande fiume Chao Phraya, la rendeva difficilmente attaccabile dai birmani che arrivavano da ovest, in questo senso si faceva preferire a Thonburi. Fu dato inizio a imponenti lavori e il piccolo villaggio fu trasformato in una grande città degna del rango di capitale. Il re le diede il nome Rattanakosin, che significa "la città del gioiello di Indra", la divinità-guerriera di origine induista adottata anche dal Buddhismo, particolarmente venerata in Thailandia.
Le assegnò anche un lunghissimo nome cerimoniale, in seguito leggermente modificato dal re Rama IV, la cui abbreviazione è il nome thailandese ufficiale odierno della città: Khrung Thep Maha Nakhon (la grande città degli angeli). In Thailandia ed in Laos è conosciuta più semplicemente con il nome di Khrung Thep, mentre in occidente si continuò a chiamarla Bangkok.
Subito cominciò la costruzione del sontuoso Grande Palazzo Reale, che venne inaugurato nel 1785 nel giorno della sua incoronazione. Consisteva in un complesso di edifici tra i quali il Wat Phra Kaew, la cappella reale nella quale venne installato il Buddha di Smeraldo, il palladio della casa regnante che era conservato nel Wat Arun di Thonburi dal 1779. Il Palazzo Reale di Thonburi venne ribattezzato Phra Ratcha Wang Derm (letteralmente: Palazzo Reale Originale) e, vista la sua posizione strategica sul fiume, il monarca lo affidò ad un membro della famiglia reale.

### Politica estera e campagne militari

#### Cambogia
Nel 1780, il filo-siamese re della Cambogia Ang Non II e tutti i suoi figli furono uccisi dopo una rivolta sobillata dai vietnamiti e comandata dal mandarino Mu. Salì così al trono il figlio del suo predecessore Narairaja, Ang Eng, che aveva solo 4 anni, e Mu si fece nominare reggente. La politica apertamente filo-vietnamita che questi intraprese non fu vista di buon occhio da re Taksin, che mandò un esercito con a capo Somdet Chao Phraya Chakri a sottomettere la Cambogia, rendendola nuovamente uno stato vassallo. Ang Eng fu deportato a Bangkok e fu nominato un reggente filo-siamese. Fu a questo punto che Somdet Chao Phraya Chakri tornò a Thonburi per divenire re.
A Bangkok, Chao Phraya Chakri crebbe Ang Eng come un figlio, nel tentativo di instillare in lui amore per il Siam, e quando nel 1794 il giovane raggiunse la maggiore età, lo rimandò in Cambogia per farsi incoronare re. In questo modo il re siamese riconobbe la sovranità della Cambogia, sia pure come Stato vassallo, ed in cambio annesse al Siam i territori di Siem Reap e Battambang, ordinando che fossero governati nel rispetto delle tradizioni locali.
Alla morte di Ang Eng, nel 1796, il figlio Ang Chan divenne re all'età di 4 anni. La Cambogia venne quindi guidata per dieci anni da un reggente filo-siamese, il mandarino Pok. Alla morte di questi, Chao Phraya Chakri concedette l'incoronazione del quattordicenne Ang Chan, e gli fece sposare la figlia del governatore siamese di Battambang. Ang Chan però dimostrò subito la sua ostilità verso il Siam, offrendo nel 1807 all'imperatore vietnamita Gia Long il vassallaggio del suo paese. Il Vietnam era stato unificato da Gia Long e dopo anni di guerre civili era nuovamente diventato una potenza di primo piano. Chao Phraya Chakri dovette accettare la perdita della Cambogia come stato vassallo, ma sobillò la ribellione di Ang Snguon, fratello di Ang Chan, che avverrà dopo la sua morte.

#### Vietnam
Nel 1784, il nobile vietnamita Nguyễn Ánh chiese l'intervento militare del Siam per aiutarlo a riconquistare il controllo del Vietnam del Sud, perso dalla sua famiglia dopo la rivolta capeggiata dai fratelli Tây Sơn. Chao Phraya Chakri inviò una flotta che, il 19 gennaio 1785, fu annientata dai vietnamiti nella battaglia di Rach Gam–Xoai Mut mentre cercava di attraversare il delta del Mekong. Tale disfatta permise però al Siam di acquisire influenza politica in questa zona, nonché di insediare dei governatori in alcune province vietnamite al confine con la Cambogia.
Nguyễn Ánh continuò il suo esilio in Siam, tornò in Vietnam nel 1787 e riprese il controllo dei suoi territori nel 1788. In seguito, nel 1802, sarebbe stato incoronato imperatore del Vietnam col nome di Gia Long.

#### Birmania

##### Guerra dei nove eserciti
Il nuovo re di Birmania Bodawpaya continuò la politica espansionistica verso il Siam dei suoi predecessori e, nel 1785, diede il via ad una nuova invasione. Il grande conflitto che ne seguì è conosciuto come la guerra dei nove eserciti, tante furono le armate birmane che attaccarono diversi obiettivi, impiegando un totale di 144.000 uomini.
Un'armata entrò nel regno vassallo Lanna da Chiang Saen, a nord, e cinse d'assedio Lampang e Phitsanulok. Il Principe Lanna Kawila fu a capo della strenua resistenza. Una seconda armata penetrò a nord-ovest, si impadronì di Tak e marciò poi sulla vicina Rahaeng, dove le truppe siamesi, guidate dal Palazzo Dietro Anurak Devesh, riuscirono a sconfiggere i birmani e a costringerli al ritiro. Dopo questa battaglia le truppe di Anurak Devesh andarono a congiungersi alle truppe Lanna di Kawila, ed insieme misero in fuga gli invasori.
Il grosso delle truppe birmane, con a capo lo stesso Re Bodawpaya, fu concentrato per la conquista di Bangkok. Entrarono in Siam dal Passo delle tre pagode e marciarono verso est tra le montagne. Le truppe siamesi, comandate dal Palazzo Davanti Maha Sura Singhanat, costrinsero i birmani a fermarsi prima delle pianure e ad accamparsi a Lardya, nei pressi di Kanchanaburi. Gli invasori si trovarono a corto di cibo, ed i rinforzi con le scorte dalla Birmania, prima di raggiungere l'esercito, caddero in diverse imboscate tese dai siamesi tra le montagne. Maha Sura Singhanat approfittò dell'indebolimento del nemico e attaccò il 17 febbraio 1785. Durante la battaglia di Kanchanaburi, una delle più grandi nella storia del Siam, le forze siamesi costrinsero i birmani alla fuga, e lo stesso Re Bodawpaya scampò miracolosamente alla cattura.
Dopo questo successo, Maha Sura Singhanat e le sue truppe furono inviati nella zona di Ratchaburi, a sudest di Bangkok, dove un'altra armata birmana avanzava. Raggiunsero e sconfissero il nemico mettendolo in fuga. Una divisione birmana incaricata di sottomettere il sud arrivò via mare e conquistò Takua Pa, per poi invadere Thalang, nell'odierna Phuket. Il governatore di Phuket fu ucciso, ma la moglie Chan insieme alla di lei sorella Mook organizzarono la resistenza che respinse i birmani, diventando eroine nazionali e guadagnadosi il titolo onorifico di Thao dal re.
Un'altra armata entrò nel sud via terra e, dopo aver conquistato Ranong, Krabi, Chumphon e Nakhon Si Thammarat, da cui il governatore si diede alla fuga, entrò a Songkhla. In questa città, un monaco di nome Phra Maha riuscì a sollevare la popolazione e a resistere fino all'arrivo di Maha Sura Singhanat che mise in fuga gli invasori, in seguito il re conferì al monaco un titolo nobiliare in segno di riconoscenza. Da Songkhla il Palazzo Davanti marciò su Nakhon Si Thammarat e infine su Pattani, dove sconfisse gli ultimi contingenti birmani rimasti in Siam.

##### Guerra di Ta Din Dang
L'anno successivo, Bodawpaya lanciò un nuovo attacco, questa volta con un unico esercito, penetrando nel Siam dal passo delle tre pagode e installandosi a Ta Din Dang, a nord-ovest di Bangkok. Due armate con a capo rispettivamente Rama I ed il fratello Maha Sura Singhanat raggiunsero i birmani da due diverse direzioni e, dopo tre giorni di battaglia, li sconfissero costringendoli nuovamente al ritiro.

##### Guerra di Lampang
Nel 1787, i birmani invasero il regno vassallo Lanna conquistando Chiang Tung e Chiang Hung, l'odierna Jinghong nel sud della provincia cinese dello Yunnan, per poi cingere d'assedio Lampang e Pasang. Nuovamente il Palazzo Davanti condusse l'esercito siamese a respingere l'attacco nemico.

##### Prima guerra di Tavoy
Nello stesso anno, Rama I passò all'offensiva contro i birmani. Un'armata penetrò nel sud paese ed attaccò la città di Tavoy, ma non conoscendo la zona e a corto di viveri dovette ritirarsi.

##### Seconda guerra di Tavoy
Nel 1797, un altro esercito fu spedito a conquistare Tavoy, ma ebbe la stessa sorte del precedente, e a sua volta dovette ripiegare.

##### Guerra di Lanna
Nel 1802, i birmani con sette armate invasero il Regno Lanna e cinsero d'assedio Chiang Mai. Nel 1776, re Taksin aveva fatto abbandonare la città per scongiurare i frequenti attacchi birmani e solo nel 1791 Rama I aveva dato ordine di ripopolarla. Chao Phraya Chakri inviò nuovamente il Palazzo Davanti a liberarla, ma questi si ammalò appena arrivò in città. Il monarca mandò il Palazzo Dietro Anurak Devesh a comandare le operazioni. Sebbene ammalato, Maha Sura Singhanat, ferito nell'orgoglio, riuscì a sconfiggere il nemico prima dell'arrivo del viceré e criticò aspramente la scelta del re. Si generò una frattura tra i due fratelli che non sarebbe stata mai più sanata. Al suo ritorno a Bangkok, nel 1803, Maha Sura Singhanat morì ed il titolo di Palazzo Davanti (erede al trono) passò al figlio del sovrano, il principe Isarasundhorn. Questa guerra permise ai siamesi di ottenere il totale controllo delle 57 province Lanna, le più settentrionali delle quali, prima di questa campagna, erano ancora sotto il controllo birmano.

#### Sultanati malesi
I sultanati malesi erano da lungo tempo vassalli del Siam e durante le invasioni birmane i loro territori furono occupati a turno dalle truppe siamesi e birmane. Dopo essere salito al trono, Rama I riaffermò i diritti siamesi sulla regione chiedendo ai vassalli malesi un impegno militare senza precedenti per aiutare a fronteggiare la minaccia birmana, chiese inoltre ai sultani di Kedah, Perlis, Kelantan, Pattani e Trengganu di recarsi a Bangkok e fare personale atto di sottomissione. L'invito fu accolto con ostilità e il sultano di Kedah nel 1786 concesse in locazione alla Compagnia britannica delle Indie orientali l'isola di Penang in cambio della protezione contro nuove incursioni di siamesi e birmani. I britannici iniziarono così la penetrazione nella parte meridionale della penisola Malese che avrebbe loro permesso di assumerne il controllo a discapito degli olandesi. La cessione di Penang generò delle tensioni tra il sultano e il governo di Bangkok che sarebbero sfociate nell'annessione di Kedah da parte di Rama II nel 1821.
Il sultano di Pattani rifiutò di sottomettersi a Rama I il cui esercito nel 1786 inflisse a Pattani la più grande sconfitta della sua storia. Fu disposta l'abolizione della dinastia del sultano e a capo di Pattani venne posto il raja malese Tengku Lamiddin. Anche questo raja si ribellò e occupò Songkhla nel 1791; le truppe siamesi soffocarono la rivolta, Tengku Lamiddin e diversi abitanti furono deportati a Bangkok, 300 civili e diversi militari siamesi vennero trasferiti a Pattani, dove fu nominato nuovo raja Datu Pengkalan. Gli fu affiancato un supervisore siamese, con il quale sarebbe entrato spesso in conflitto politico. Nel 1809, Datu Pengkalan espulse i siamesi causando un nuovo intervento militare di Bangkok, la rivolta fu repressa, vi furono nuove deportazioni e venne nominato governatore Palat Chana di Songkhla, il primo siamese a guidare Pattani.

### Amministrazione
Rama I organizzò l'amministrazione del regno sul modello di quella di Ayutthaya. Nominò due commissari speciali: il primo, detto Samukalahom, a cui fu affidato il controllo delle province settentrionali e la responsabilità degli affari militari, e il secondo, detto Samuhanayok, che prese il controllo delle province meridionali e la responsabilità degli affari civili. Quest'ultimo compito fu attuato con la creazione di quattro dipartimenti: quello dei governi locali (Wieng), quello della famiglia reale (Wang), quello delle finanze (Klang) e quello dell'agricoltura (Na). Il controllo delle province della costa orientale e di quelle che avevano porti sul mare fu affidato al dipartimento dei porti.

### Economia, cultura e religione
Rama I continuò la politica di re Taksin, volta a favorire l'immigrazione cinese, per ottenere un contributo al sostenimento dell'economia statale ed avere forza lavoro qualificata; sempre più cinesi si spostarono in Siam, occupandosi soprattutto di commerci e facendo aumentare l'influenza economica cinese nel paese.

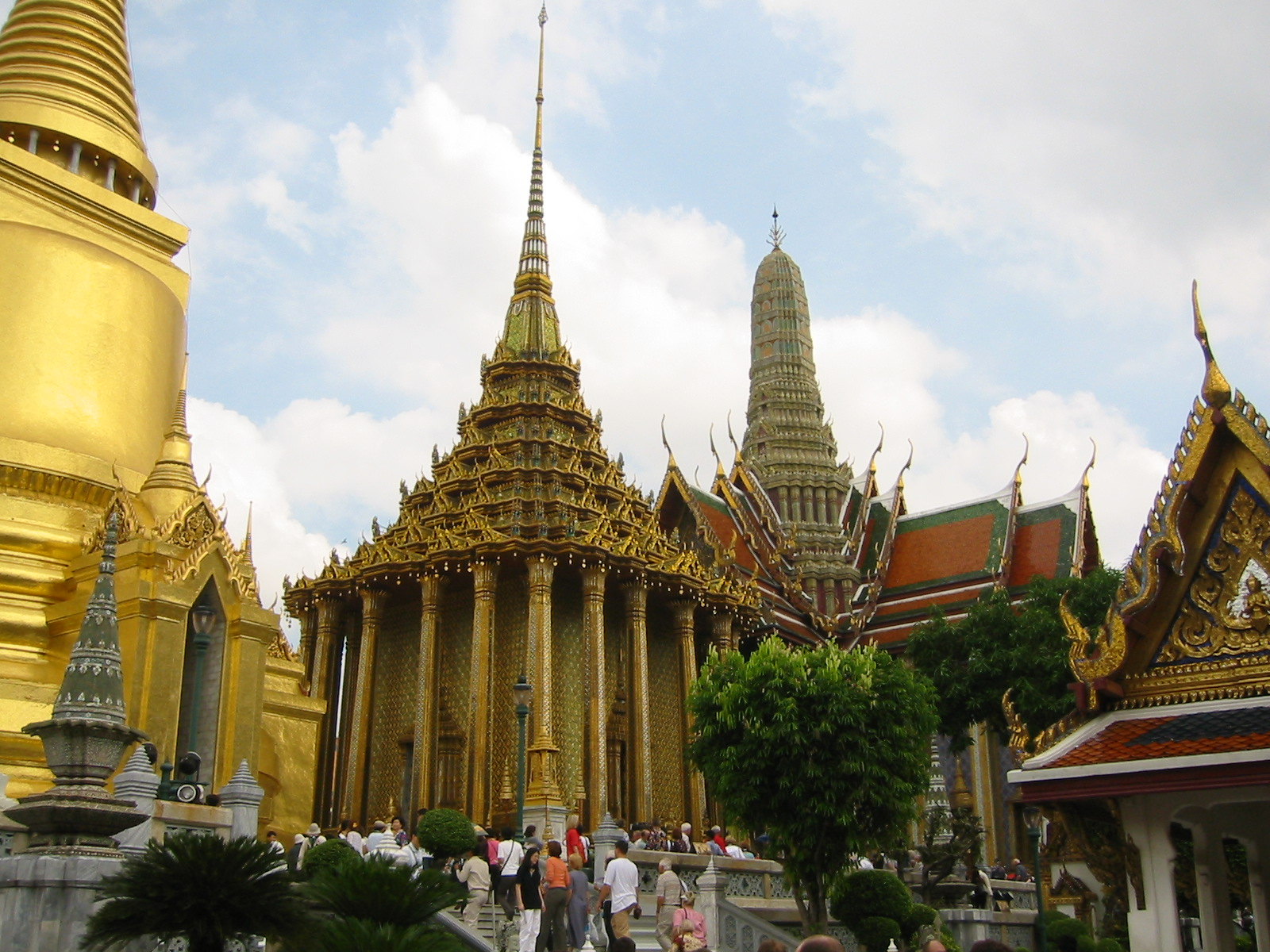
Wat Phra Kaew, il Tempio del Buddha di Smeraldo.

A Bangkok, Rama I fece compiere imponenti opere architettoniche, fra le quali il sontuoso Grande Palazzo Reale, un complesso di edifici che è tuttora la residenza ufficiale dei monarchi. Dal 1946 è usato solo per cerimonie reali e banchetti di stato. Re Rama IX trascorse la maggior parte del suo tempo al Palazzo Chitralada ed il suo successore Rama X ha mantenuto la propria residenza alla Villa Amphorn Sathan, anch'essi a Bangkok, nel comprensorio di Palazzo Dusit. Uno degli edifici del Grande Palazzo Reale è la magnifica cappella reale, detta Wat Phra Kaew (pronuncia Vat Pra Kèo), che significa tempio del Buddha di Smeraldo, dove tale sacra reliquia è conservata.
Nel 1804, nominò una commissione incaricata di riformare le leggi, gran parte dei vecchi testi di Ayutthaya erano andati perduti e quelli che erano rimasti erano stati volutamente mal interpretati dai nuovi funzionari ed usati per interessi personali. Fu così redatto in tre copie il nuovo codice di leggi. Su ognuna delle copie fu apposto un diverso sigillo (uno rappresentante un leone, un altro una tigre elefantina, e l'ultimo un fior di loto di vetro) e fu chiamato il codice dei tre sigilli. Le tre copie furono conservate in 3 diversi siti
A un'altra commissione fu dato il compito di ricostituire il canone buddhista nel paese. All'inizio del regno, Rama I aveva istituito una nuova figura religiosa, il Sangharaja (supremo patriarca), che era stato posto a capo dei monaci del Siam. Rama I esortò il popolo all'esclusiva devozione di Buddha, cercando di sradicare la tradizione di origine animistica, in voga sino ad allora, di adorare gli spiriti protettori e quelli dei precedenti monarchi.
Promosse molte iniziative anche in campo letterario, fece tradurre in lingua thai alcuni testi scritti in lingua pāli, recuperando testi sacri andati persi nel sacco di Ayutthaya del 1767, e contribuendo in prima persona alla stesura di una nuova versione del Ramakien, versione siamese del poema epico Rāmāyaṇa indiano.

### Morte e successione
Il 7 settembre 1809, re Chao Phraya Chakri morì dopo aver contratto una grave malattia, e gli succedette al trono l'erede designato, il figlio e Palazzo Davanti principe Isarasundhorn, con il nome regale Buddha Loetla Nabhalai o Rama II (anch'egli ricevette questi appellativi dopo la morte).

## Nomi e Titoli acquisiti
* 1736-1758: Nai Thong Duang

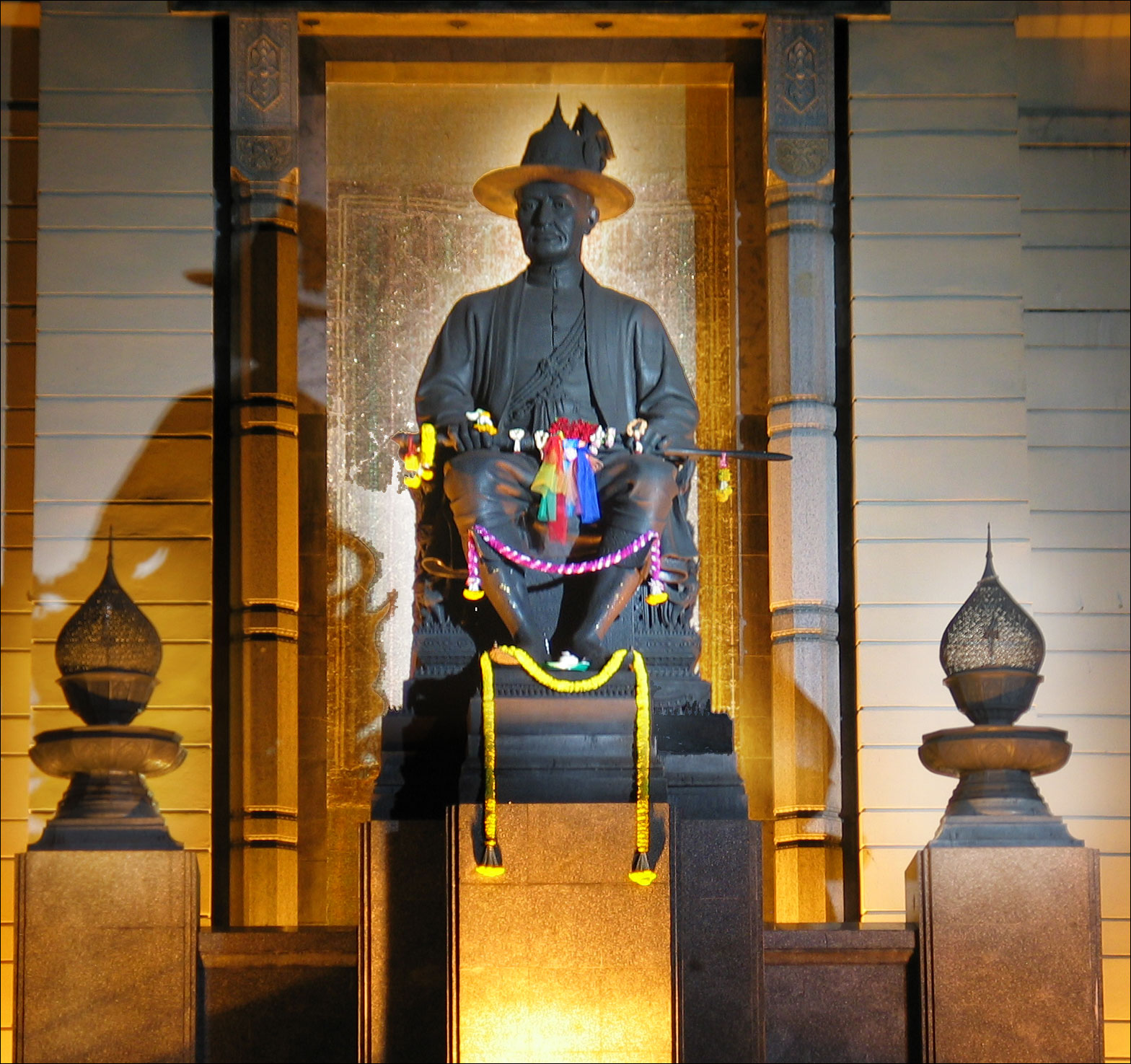
Statua di Rama I nei pressi del Phra Buddha Yodfa Memorial Bridge, Bangkok (1932)

- 1758-1768: Luang Yorkbat Ratchaburi o Phraya Ratchaburi
- 1768: Phraya Warindra
- 1768-1769: Phraya Abhaya Ronarit
- 1769-1770: Phraya Yommaraj
- 1770-1778: Chao Phraya Maha Chakri
- 1778-1782: Somdet Chao Praya Maha Ksatriyaseuk
- 1782-1809: Phrabat Somdet Phra Chao Yu Hua
- Dopo la morte: Phra Bat Somdet Phra Poramintharamaha Chakri Borommanat Phra Buddha Yodfa Chulaloke, Buddha Yodfa Chulaloke, Primo Regno e più tardi Rama I il Grande.

## Commemorazioni
Il 6 aprile 1932, è stato inaugurato sul fiume Chao Phraya a Bangkok il ponte Phra Phutta Yodfa a lui dedicato, conosciuto dai thailandesi come Saphan Phut e in inglese come Memorial Bridge (ponte commemorativo), che celebra il 150º anniversario della sua ascesa al trono e delle fondazioni della dinastia Chakri e di Bangkok. Da questa data, il 6 aprile è diventato un giorno di festa nazionale.